# М’Чангама, Юссуф
Юссуф Якуб М’Чангама (фр. Youssouf Yacoub M’Changama; род. 29 августа 1990, Марсель) — коморский футболист, атакующий полузащитник клуба «Труа» и сборной Комор.

## Клубная карьера
Юссуф М’Чангама начал свою карьеру в академиях «Олимпик Марсель» и «Седан». В 2009 году дебютировал за резервный состав «Седана».
В июле 2010 года М’Чангама перешёл в резервную команду «Труя».
В марте 2012 года Юссуф подписал контракт с «Олдем Атлетик».
15 июля 2013 года футболист перешёл в алжирский клуб «РК Арбаа».
В начале 2014 года он перешёл в «Юзес Пон-дю-Гар». А уже в июле этого же года подписал контракт с «Атлетико Марсель».
24 июля 2016 года игрок подписал контракт с «Газелеком».
24 июня 2018 года коморец подписал контракт на два года с «Греноблем».
Юссуф перешёл в «Генгам» в сентябре 2019 года по двухлетнему контракту с возможностью продления на сезон.
16 июня 2022 года он присоединился к «Осеру».
30 августа 2023 года Юссуф Якуб М’Чангама присоеденился к «Труа» на три года.

## Международная карьера
Юссуф М’Чангама дебютировал за сборную Комор 8 октября 2010 года в матче квалификации кубка африканских наций 2012 года против Мозамбика.
Коморы вышли в одну восьмую финала Кубка африканских наций 2021, когда Юссуф М’Чангама был в составе.

## Личная жизнь
Брат Мохамед (род. 1987) также футболист, игрок сборной Комор.